# THAP6
THAP6 (англ. THAP domain containing 6) – білок, який кодується однойменним геном, розташованим у людей на короткому плечі 4-ї хромосоми.  Довжина поліпептидного ланцюга білка становить 222 амінокислот, а молекулярна маса — 25 691.
| 10         |  | 20         |  | 30         |  | 40         |  | 50         |
| ---------- |  | ---------- |  | ---------- |  | ---------- |  | ---------- |
| MVKCCSAIGC |  | ASRCLPNSKL |  | KGLTFHVFPT |  | DENIKRKWVL |  | AMKRLDVNAA |
| GIWEPKKGDV |  | LCSRHFKKTD |  | FDRSAPNIKL |  | KPGVIPSIFD |  | SPYHLQGKRE |
| KLHCRKNFTL |  | KTVPATNYNH |  | HLVGASSCIE |  | EFQSQFIFEH |  | SYSVMDSPKK |
| LKHKLDHVIG |  | ELEDTKESLR |  | NVLDREKRFQ |  | KSLRKTIREL |  | KDECLISQET |
| ANRLDTFCWD |  | CCQESIEQDY |  | IS         |  |            |  |            |

A: Аланін

C: Цистеїн

D: Аспарагінова кислота

E: Глутамінова кислота

F: Фенілаланін

G: Гліцин

H: Гістидин

I: Ізолейцин

K: Лізин

L: Лейцин

M: Метіонін

N: Аспарагін

P: Пролін

Q: Глутамін

R: Аргінін

S: Серин

T: Треонін

V: Валін

W: Триптофан

Задіяний у такому біологічному процесі як альтернативний сплайсинг. 
Білок має сайт для зв'язування з іонами металів, іоном цинку, ДНК. 